# Daniel Schmid
Daniel Schmid (Flims, 26 dicembre 1941 – Flims, 6 agosto 2006) è stato un regista svizzero, tra i più importanti cineasti svizzeri di lingua tedesca. Firmò anche una decina di sceneggiature e apparve come attore anche in piccoli ruoli in alcuni film diretti, tra gli altri, da Rainer Werner Fassbinder e Hans-Jürgen Syberberg.

## Biografia
Ottenne il Pardo d'onore alla carriera al Festival del film di Locarno nel 1999.

## Filmografia

### Regista
- Miriam (1969)
- Fate tutto nell'oscurità per risparmiare la luce al vostro signore (Thut alles im Finstern) (1971) film per la televisione
- Questa notte o mai (Heute Nacht oder nie) (1972)
- La Paloma (1974)
- L'ombra degli angeli (Schatten der Engel) (1976)
- Violanta (1977)
- Notre Dame de la Croisette (1981) documentario
- Ecate (1982)
- Mirage de la vie (1983) documentario per la televisione
- Il bacio di Tosca (1984) documentario
- Jenatsch (1987)
- Guglielmo Tell (1987) film per la televisione
- Les amateurs (1991) documentario cortometraggio
- Fuori stagione (Hors saison/Zwischensaison) (1992)
- Das geschriebene Gesicht (1995) documentario
- Beresina e gli ultimi giorni della Svizzera (Beresina oder Die letzten Tage der Schweiz) (1999)

### Attore
- Lili Marleen, regia di Rainer Werner Fassbinder (1980)

## Allestimenti di opere liriche
- Barbe Bleue di Henri Meilhac, 1984
- Lulu di Alban Berg, 1985
- Guglielmo Tell di Gioachino Rossini, 1987/92
- Linda di Chamounix di Gaetano Donizetti, 1994/95
- I puritani di Vincenzo Bellini, 1995
- Il trovatore di Giuseppe Verdi, 1996/97
- Beatrice di Tenda di Vincenzo Bellini, 2001/02